# Sébastien Amiez
Sébastien Amiez (* 6. Mai 1972 in Pralognan-la-Vanoise) ist ein ehemaliger französischer Skirennläufer, der sich auf den Slalom spezialisiert hatte.

## Biografie
Seine ersten internationalen Starts hatte Amiez bei den Juniorenweltmeisterschaften 1990 bzw. 1991. Wobei er bei den Wettkämpfen in Geil/Hemsedal die Silbermedaille im Slalom gewann. Sein Weltcupdebüt feierte er am 20. Dezember 1993 beim Slalom von Madonna di Campiglio. Nur wenige Monate später startete er erstmals bei Olympischen Winterspielen. Bei den Wettkämpfen in Lillehammer schied er jedoch im zweiten Durchgang des Slaloms aus.
Seinen ersten Podestplatz im Weltcup konnte Amiez am 19. November 1995 beim Slalom von Vail/Beaver Creek feiern. Er verpasst den Sieg nur um 3 Hundertstelsekunden hinter Michael Tritscher. Seinen ersten Sieg konnte er im weiteren Verlauf der Saison, am 21. Januar 1996 n Veysonnaz feiern. Es sollte die Saison 1995/96 sein erfolgreichste im Weltcup sein. Mit einem Sieg, zwei zweiten, und einem dritten Platz entschied er den Slalomweltcup für sich.
Die Saison 1996/97 war für Amiez ebenso erfolgreich. Zwar erreichte er im Weltcup „nur“ zwei Zweite und zwei Dritte Plätze, was zu Rang drei in der Disziplinenwertung reichte. Bei den Skiweltmeisterschaften 1997 in Sestriere wurde er im Slalom Zweiter hinter dem Norweger Tom Stiansen.
In den darauffolgenden Jahren gelang Amiez nur noch vereinzelte Spitzenresultate. Umso überraschender kam der Gewinn der Silbermedaille  bei den Olympischen Winterspielen 2002 in Salt Lake City, hinter Jean-Pierre Vidal. Im bisherigen Saisonverlauf war Amiez nicht über einen 9. Platz beim Slalom von Kitzbühel hinausgekommen.
1994, 1996, 1999 und 2004 französischer Slalom-Meister.
Im April 2007 gab er seinen Rücktritt vom Skirennsport bekannt.

## Privates
Sein Sohn Steven Amiez ist ebenfalls als Skirennläufer aktiv.

## Erfolge

### Olympische Spiele
- Lillehammer 1994: DNF Slalom
- Nagano 1998: 14. Slalom
- Salt Lake City 2002: 2. Slalom

### Weltmeisterschaften
- Sierra Nevada 1996: 6. Slalom
- Sestriere 1997: 2. Slalom
- Vail/Beaver Creek 1999: 11. Slalom
- St. Anton 2001: 12. Slalom
- St. Moritz 2003: 31. Slalom

### Weltcupwertungen
Sébastien Amiez gewann einmal die Disziplinenwertung im Slalom.
| Saison  | Gesamt | Gesamt | Riesenslalom | Riesenslalom | Slalom | Slalom |
| Saison  | Platz  | Punkte | Platz        | Punkte       | Platz  | Punkte |
| ------- | ------ | ------ | ------------ | ------------ | ------ | ------ |
| 1993/94 | 70.    | 80     | –            | –            | 22.    | 80     |
| 1994/95 | 29.    | 279    | –            | –            | 8.     | 279    |
| 1995/96 | 11.    | 539    | –            | –            | 1.     | 539    |
| 1996/97 | 18.    | 396    | 35.          | 23           | 4.     | 373    |
| 1997/98 | 48.    | 163    | 54.          | 3            | 18.    | 144    |
| 1998/99 | 24.    | 312    | –            | –            | 6.     | 312    |
| 1999/00 | 40.    | 195    | 50.          | 5            | 13.    | 190    |
| 2000/01 | 39.    | 199    | –            | –            | 13.    | 199    |
| 2001/02 | 45.    | 177    | –            | –            | 12.    | 177    |
| 2002/03 | 66.    | 97     | –            | –            | 24.    | 97     |
| 2003/04 | 81.    | 65     | –            | –            | 32.    | 65     |
| 2004/05 | 134.   | 9      | –            | –            | 53.    | 9      |

### Weltcupsiege
Amiez errang 10 Podestplätze, davon 1 Sieg:
| Datum           | Ort       | Land    | Disziplin |
| --------------- | --------- | ------- | --------- |
| 21. Januar 1996 | Veysonnaz | Schweiz | Slalom    |